# Guanchia obtusangula
Guanchia obtusangula ist eine Art der zu den Insekten gehörenden Ohrwürmer und im südlichen zentralen bis östlichen Mittelmeergebiet verbreitet.

## Merkmale
Die Körperlänge beträgt in beiden Geschlechtern 11–16 mm. Der Kopf ist orange bis rotbraun, mit einem dunklen Fleck in der Kopfmitte bei den Weibchen. Das Pronotum ist gelblich mit einem dunkleren Mittelteil und aufgehellten Seiten. Die Beine und Elytren sind bräunlichgelb, das Abdomen ist dunkel kastanienbraun und die Zange ist hell rötlichbraun. Der Kopf ist gerundet, etwas länger als breit, aufgebaucht und die postfrontalen und coronalen Nähte sind deutlich sichtbar. Der Hinterrand ist konvex. Die Augen sind etwas länger als der Kopfbereich hinter den Augen. Das erste Antennenglied ist kürzer als der Abstand zwischen den Antennenbasen. Das Pronotum ist quer und die Seitenränder sind schwach konvex, manchmal gerade und mehr oder weniger parallel, der Hinterrand ist konvex. Die mittlere Längsfurche ist undeutlich. Die Elytren sind kurz und etwa so lang wie das Pronotum in der Mitte, der Hinterrand der Elytren ist im Guanchia-Stil zur Mitte hin verkürzt, also schräg abgeschnitten. Das Abdomen ist zusammengedrückt und in der Mitte verbreitert, die seitlichen Drüsenfalten sind auf dem dritten Tergit klein und auf dem vierten groß. Das letzte Tergit ist bei den Männchen groß und in der Mitte nahe des Hinterrandes leicht zusammengedrückt. Das Pygidium ist klein und am Ende breit abgerundet. Die männliche Zange kann in ihrer Größe, wie bei vielen Arten, variieren, es gibt eine forma macrolabia und eine seltenere forma microlabia/brachylabia. Die typische forma macrolabia hat eine lange und dünne Zange mit einer sehr langen Zangenbasis, die etwa 3/4 der Zange ausmacht und vergleichsweise sehr schmal ist. Zum Ende der Basis hin verbreitert sich diese und endet in einem rundlichen Wulst oder einem abgerundeten Zahn. Die Zange der forma microlabia ist ähnlich, jedoch kürzer. Die Innenränder der Zangenbasen sind irregulär gezähnt und ausgegraben an der Basis (=nahe des Abdomens). Das männliche Genital ist schlank, die zentrale Paramerplatte ist eng, die Virga innerhalb des Genitallobus ist kurz und vom Forficula-Typ. Die externen Parameren sind normal entwickelt und apikal breit abgerundet. Die Weibchen ähneln den Männchen, jedoch sind ihre Zangen einfach, dünn und gerade.

### Ähnliche Arten
Die Art kann mit mehreren anderen Arten verwechselt werden. Zwar gibt es auch außerhalb ihres Verbreitungsgebiets Verwechslungsarten (z. B. Forficula tomis mit deutlich anderen Elytren), doch geht der Artikel nur genauer auf die Verwechslungsarten im gleichen Areal ein: Guanchia pubescens besitzt im männlichen Geschlecht einen spitzen Zahn am Ende der Zangenbasis, die auch breiter ist als bei G. obtusangula. Ihre Innenränder besitzen auch deutlichere Zähne und Tuberkel. Das männliche Genital ist zudem breiter und die Virga länger. Falls die Art hier wirklich vorkommt, kann sie in Syrien auch mit Guanchia brignolii verwechselt werden, jedoch ist die Zangenbasis bei dieser Art im Männchen kürzer als die Hälfte der Länge der Zange. Forficula aetolica, Guanchia hincksi und Guanchia kaznakovi leben weiter östlich als Guanchia obtusangula.

## Verbreitung und Lebensraum
Das Verbreitungsgebiet beinhaltet Sizilien, weitere Teile Italiens, Montenegro, Albanien und Nordmakedonien, außerdem gibt es historische Nachweise aus Kroatien und Slowenien. Nach Steinmann (1993) auch Syrien, möglicherweise handelt es sich hier aber um Verwechslungen mit Guanchia brignolii.
In Italien findet sich meist nur die Angabe Sizilien, jedoch wurde die Art laut italienischem nationalen Biodiversitätsnetzwerks in den meisten Teilen Mittel- und Süditaliens gefunden, außerdem an zwei Orten der Po-Ebene. Dieses Verbreitungsmuster ist unabhängig von Funden vor 2000 oder nach 2000. Auch auf iNaturalist gibt es einen Fund aus Apulien.
Auf dem Balkan wurde die Art zwischen 100 und 1400 m Höhe gefunden, sie kommt sowohl an den Küsten wie auch in den Gebirgen vor, hauptsächlich an Gebüschen entlang von Flüssen, Platanen, Erlen und Erlenbruchwäldern. In Albanien ist die Art eher bekannt aus mediterranen Küstengegenden, in Nordmakedonien dagegen aus montanen Erlenbruchwäldern, was einen starken Gegensatz darstellt.

## Lebensweise
Die Art wird hauptsächlich zwischen Mai und Dezember gefunden, demnach entwickeln sich die Nymphen vermutlich über den Spätwinter und Vorfrühling.

## Taxonomie
Die Art wurde 1904 von Hermann August Krauss als Forficula obtusangula erstbeschrieben. Die Typuslokalität befindet sich in Montenegro. Henrik Steinmann stellte die Art 1993 in die Gattung Guanchia.